# Флюсовая (станция)
Флюсова́я — железнодорожная станция Златоустовского отделения Южно-Уральской железной дороги на линии Златоуст — Челябинск. Название станции определено расположенным вблизи рудником по разработке залежей флюсового известняка, применяемого на металлургических заводах. На станции 7 путей и 1 тупик. Станция имеет грузовое и пассажирское значение, связана пригородными поездами с Челябинском, Златоустом, Учалами, Кропачево.
Близ станции расположен одноимённый посёлок, станция Флюсовая.